# Jocelyn Roux
Jocelyn Roux (Ginevra, 28 agosto 1986) è un ex calciatore svizzero, di ruolo attaccante.

## Carriera
Dal 2003 ha sempre militato in Prima Lega, la terza divisione elvetica, giocando nel Étoile Carouge Football Club e FC Stade Nyonnais. Dal 2008 milita nell'AC Bellinzona, squadra dell'Super League (Svizzera), massima divisione svizzera. L'8 febbraio, nel primo turno d'andata della seconda fase del massimo campionato elvetico, ha segnato la sua prima rete in Super League (Svizzera) contro il Sion. Gol che ha dato la vittoria per 1-0 alla squadra ticinese.
Nel luglio del 2009, è mandato in prestito annuale al Thun, in Challenge League, la seconda serie elvetica, dove realizza una doppietta all'esordio nel 5-3 contro l'Yverdon. Dopo aver giocato per lo Stade Nyonnais e il Losanna, firma un contratto fino al termine della stagione con il Servette. Fa il suo esordio con la squadra ginevrina il 20 ottobre 2013  affrontando al Rheinpark, il Vaduz da titolare. Il 24 novembre 2013 allo Stade de Genève segna la sua prima rete con la maglia del Servette per il momentaneo 2-1 contro il Bienne riprendendo di testa un cross di Geoffrey Tréand. Dopo la relegazione in Promotion League della squadra ginevrina al termine della stagione 2014-2015, firma un contratto con il Losanna.

## Palmarès

### Club

#### Competizioni nazionali
- Challenge League: 1

Losanna: 2010-2011

### Individuale
- Capocannoniere della Challenge League: 1

2015-2016 (20 reti)